# Deudorix vansoni
Espèce
Deudorix vansoni est une espèce de papillons de la famille des Lycaenidae. 

## Répartition
Ce taxon papillon se rencontre en Afrique du Sud, en Eswatini, au Kenya, au Malawi, en Tanzanie et au Zimbabwe.

## Description
L'envergure des ailes est de 20 à 23 mm pour les mâles et de 20 à 26 mm pour les femelles. Les adultes volent toute l'année avec un pic de septembre à octobre.
Les larves se nourrissent d’Acacia caffra et d’Acacia burkei, provoquant des galles sur les tiges des rameaux.

## Classification
Le nom valide complet (avec auteur) de ce taxon est Deudorix vansoni Pennington (d), 1948.
Deudorix vansoni a pour synonyme :
- Virachola vansoni (Pennington, 1948)